# Alfred Broger

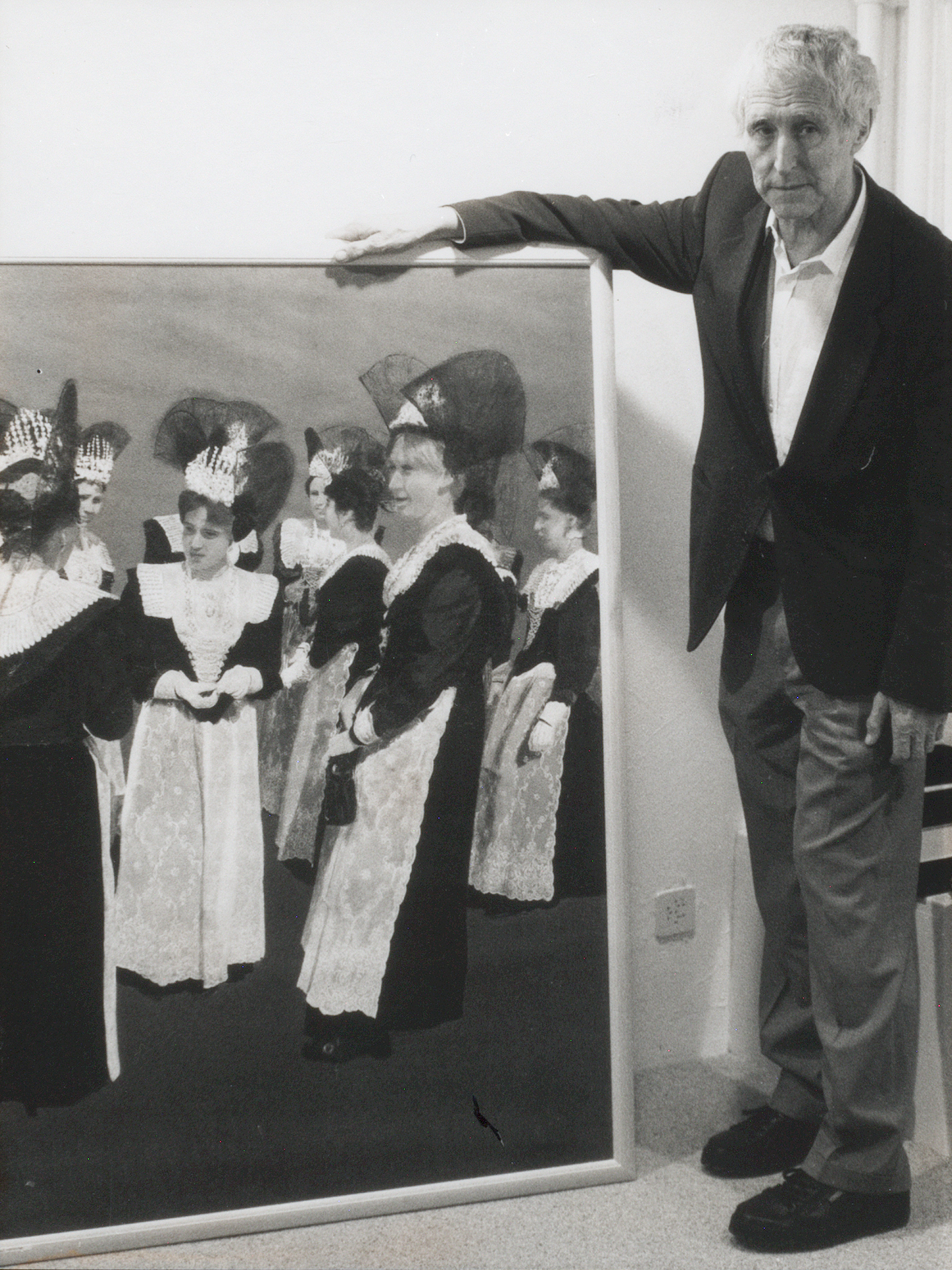
Alfred Broger mit einem seiner Werke.

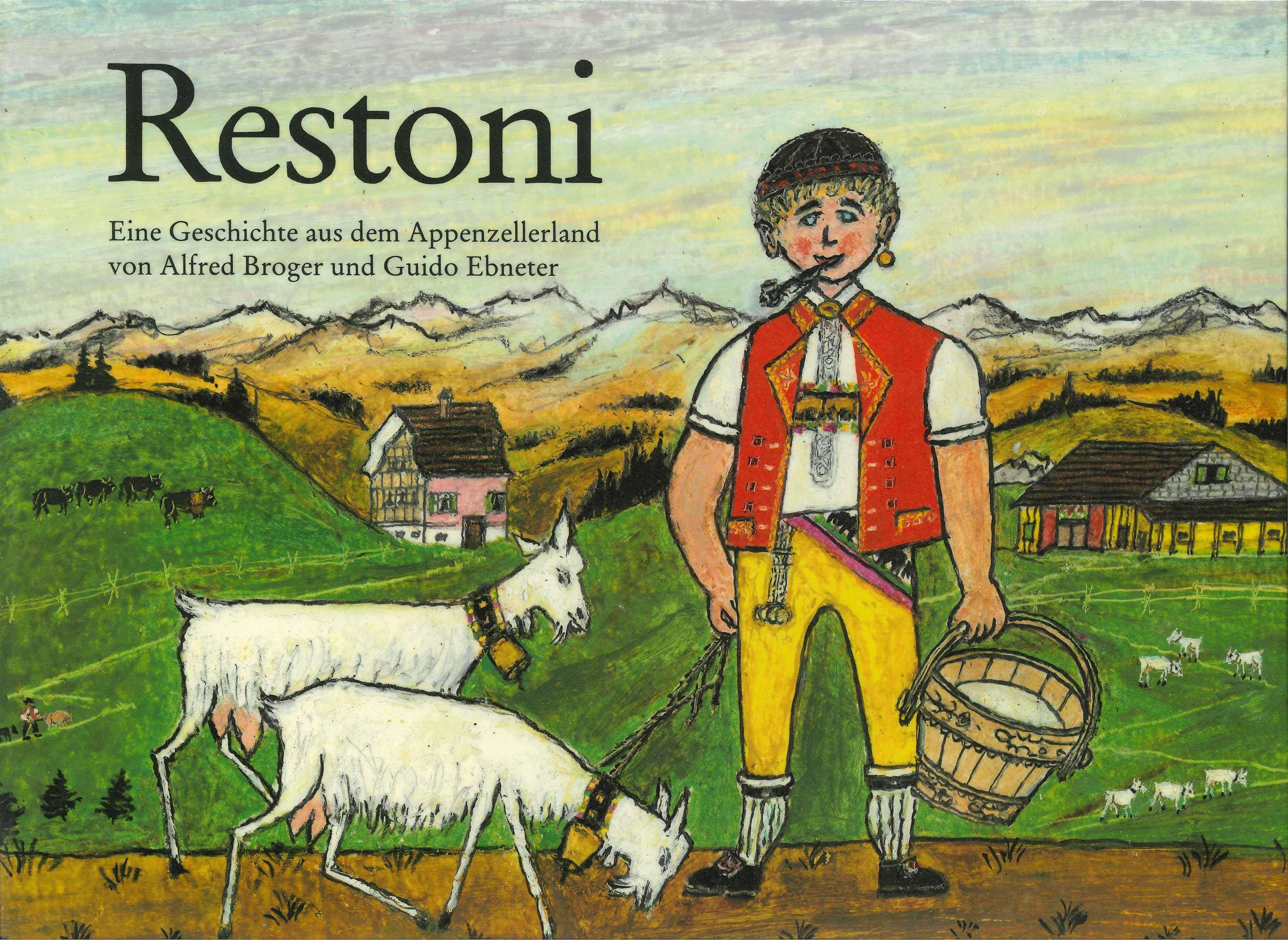
Cover des Kinderbuches Restoni, der Fahnenjunker mit einer Abbildung von Alfred Broger.

Alfred Broger (* 26. September 1922 als Alfred Roman Broger in Appenzell; † 24. Januar 2011 ebenda; heimatberechtigt ebenda; Spitzname: Chrönis Fred) war ein Schweizer Maler, Zeichner und Grafiker aus dem Kanton Appenzell Innerrhoden. 2008 erhielt er den Innerrhoder Kulturpreis.

## Leben und Wirken
Alfred Broger war der Sohn des Försters Otto Xaver Wilhelm Broger und der Stickerin Maria Theresia geb. Broger. Er wuchs in Appenzell auf, wo er die Primarschule und die Realschule des Kollegiums St. Antonius besuchte. In St. Gallen absolvierte er die Ausbildung zum Grafiker und Textilentwerfer und arbeitete anschliessend als Textilzeichner. Auslandsaufenthalte führten Alfred Broger nach Paris und London, für einige Zeit lebte er in Zürich. 1966 verehelichte er sich mit Verena Charlotte Bächer (geschieden 1997), der Verbindung entsprossen zwei Kinder.
Mit 45 Jahren gab Alfred Broger seine Arbeitsstelle auf und wandte sich ganz einer Karriere als freischaffender Kunstmaler zu. Ab 1973 war er in Appenzell sesshaft. Hier wurde er vor allem bekannt für seine Landschaftsmalerei und Trachtenbilder. Weil Broger nie grosses Aufsehen um sich selbst gemacht hatte, war die eigentliche Bandbreite seines Schaffens lange wenig bekannt: Es umfasste Arbeiten auf Gouache, mit Ölkreide, Acryl- und Ölfarbe auf Leinwand, Holz oder Papier.
Eine grosse Experimentierfreude zeigt sich in den von ihm benutzten verschiedenen Stilrichtungen. Diese reichen von fotorealistischen Gemälden über impressionistische Landschaften bis hin zu abstrakten Werken oder naiv anmutenden Bildern. Neben der Auseinandersetzung mit seiner Heimat Appenzell malte Alfred Broger viele Werke, die den Sport thematisieren. Auch Akte, Reiseimpressionen und die Illustrationen für das Kinderbuch Restoni, der Fahnenjunker gehören zu seinem Werk.
Alfred Broger zeigte sein Werk ab den 1970er-Jahren in verschiedenen Ausstellungen vor allem in Appenzell Innerrhoden und der Ostschweiz. Dabei wurden häufig neue Facetten seines vielschichtigen Werks beleuchtet. 1997 wurde Broger geehrt mit der Auszeichnung als Sportkünstler des Jahres im Rahmen der Swiss Sports Awards. 2008 folgte der Innerrhoder Kulturpreis der kantonalen Stiftung Pro Innerrhoden. Alfred Broger verstarb mit 88 Jahren.

## Sammlungen
- Sammlung National Versicherung